# Paramysis ullskyi
Paramysis ullskyi är en kräftdjursart som först beskrevs av Voldemar Czerniavsky 1882.  Paramysis ullskyi ingår i släktet Paramysis och familjen Mysidae. Inga underarter finns listade i Catalogue of Life.